# Epidemiologi
Epidemiologi är läran om sjukdomsförlopps demografi. Bland annat studeras epidemier och andra sjukdomar som är tillräckligt vanliga för att det ska vara möjligt att få ett statistiskt underlag. Därför handlar epidemiologi inte bara om smittsamma sjukdomar, utan också om till exempel diabetes, hjärtsjukdomar och högt blodtryck.
Den epidemiolgiska forskning som bedrivs vid universitet och andra vetenskapliga institutioner runt hela världen har oftast som målsättning att identifiera och värdera betydelsen av olika riskfaktorer för ohälsa och för tidig död, till exempel livsstilsfaktorer som rökvanor, kostvanor och motionsvanor och miljöfaktorer som passiv rökning, buller och exponering för farliga ämnen i arbetsmiljö. På senare år har även den genetiska epidemiologin fått stor betydelse; den handlar om att undersöka hur arvsanlag kan innebära större eller mindre känslighet för att motstå miljöfaktorers skadliga inverkan på hälsan. Denna typ av forskning, alltså att finna sambanden mellan ohälsa och de faktorer som ökar risken för ohälsa, har egentligen namnet etiologisk forskning, men i praktiken använder man beteckningen epidemiologi både för att beteckna den rena epidemiologin – att studera utbredningen av sjukdomar – och studier om orsaken till sjukdom och ohälsa.
Epidemiologi är en viktig del av hälso- och medicinvetenskapen och har under senare år över hela världen har fått en allt större uppmärksamhet och betydelse. Grenar av medicin som är starkt sammankopplade med epidemiologi är folkhälsa (public health på engelska) och samhällsmedicin (community medicine). Den övergripande målsättningen för epidemiologisk forskning är att genom ökad kunskap kunna hitta sjukdomsorsaker och riskfaktorer och därigenom förebygga sjukdom och ohälsa. För att kunna etablera dessa samband mellan yttre och inre faktorer och hälsotillståndet måste man göra studier av något slag. Det kan gälla kliniska prövningar, registerstudier, retrospektiva studier, longitudinella befolkningsstudier med mera

## Historia
Läkaren John Snow är berömd för att ha lyckats stoppa en koleraepidemi i London 1854. Genom att pricka in sjukdomsfall på en stadskarta kunde han konstatera att de flesta sjukdomsfall koncentrerade sig till vissa gator, hushåll och arbetsplatser. Han misstänkte att orsaken till att epidemin bröt ut var en vattenpump där allmänheten hämtade sitt dricksvatten och stärkte sin tes genom att fråga insjuknade människor var de hämtade sitt vatten. Snow tog bort handtaget från vattenpumpen och därmed minskade dödsfallen markant. 
Vidare undersökte Snow hur antalet kolerafall korrelerade mot vattnets kvalitet i ett område. Han kunde visa att människor som fick vatten nedströms om centrala London löpte en kraftigt förhöjd risk att drabbas av kolera jämfört med dem som fick sitt vatten från den delen av  Themsen som inte passerat centrala London. Hans tro att kolera är en vattenburen sjukdom stärktes ytterligare när han lyckades härleda koleraepidemin i västra Soho 1854 till en pump på Broad Street, nuvarande Broadwick Street. John Snow betraktas som epidemiologins fader, men fick själv inte uppleva att hans tes, att kolera var en vattenburen sjukdom accepterades av politiker och det medicinska etablissemanget.

## Infektionsepidemiologi
Genom Snows pionjärinsatser med koleran, är infektionsepidemiologin epidemiologins allra äldsta gren. Idag, när epidemiologiska metoder används inom de flesta medicinska fält inklusive cancer och nutrition, är infektionsepidemiologin en mycket liten och specialiserad gren av epidemiologin.